# Горан Баре
Горан Баре (Винковци, 16. август 1965) хрватски је музичар, познат као оснивач и водећи вокал винковачке рок групе Мајке.

## Биографија

### Младост
Горан Баре рођен је 16. августа 1965. године у Винковцима као син школске чистачице и пружног радника. Одрастао је у сиромаштву, а од малих ногу знао је да ће постати музичар. Своју прву музичку групу „Дуо дебили” основао је са 14 година са својим пријатељем Марином Покровцем, а први концерт одржао је у винковачком Дому омладине где је присуствовало око 1000 људи. Тадашњи бубњар Вања Тјулум и анархиста рече Горану-изазивајмо нереде било кад и било гдје.

### Мајке
Са најбољим пријатељима Марином Покровцем, Недјељком Ивковићем Килмистером, Жељком Микулићем Корозијом и Гораном Дујмићем 1984. године оснива групу Мајке. У том периоду почиње да користи хероин. Наступе групе на неко време прекинула је трагична смрт Марина Покровца. Свој први албум Разум и безумље објавили су 1990. године, који је проглашен албумом године. У том периоду Баре објављује самостални ЕП „Во-здра” под псеудонимом Хали Гали Халид, а албум је била мешавина гаражног рока, психоделије и народне музике. Његове песме нашле су се у филму Срђана Драгојевића Ми нисмо анђели, што му је донело велику популарност. Након објављивања овог ЕП-а, Баре се први пут покушао излечити од зависности.
Баре ствара нову групу Мајке са Жељком Микулићем Корозијом, те 1993. године снимају свој други албум Раздор. Свој трећи албум Милост снимају 1994. године, затим Вријеме је да се крене 1994. године, Живот уживо 1997. године и Пут до срца сунца 1998. године. Након што се 1999. ослободио зависности од хероина, распушта Мајке и почиње самосталну каријеру са пратећом групом Плаћеници. Након неколико година паузе, заједно са Недјељком Ивковићем, Зораном Чалићем, Круном Домаћиновићем и Аленом Тибљашем почиње да свира широм Хрватске, а 2008. године објављују албум Unplugged. Свој најуспешнији албум Тешке боје објављују 2011. године, а албум постаје најбољи рок албум у Хрватској. Номиновани су за награду Порин 2012. године у 11 категорија, а освојили су шест награда. Албум Нуспојаве објављују 2018. године.

### Баре и плаћеници
Снимање самосталног албума Изгубљен и нађен започиње 2000. године, а 2001. године албум је награђен Порином за рок албум године. Након тога је имао турнеју са пратећом групом Плаћеници до краја 2002. године, а затим снима свој други самостални албум 7.

## Приватни живот
Са дугогодишњом девојком Мирјаном 1993. године ступа у брак. Добио је сина Мирана 1994. године, а у исто време Горан почиње лечење од зависности по други пут. Супруга Мирјана, која је и сама била зависна од хероина, умире од предозирања 2. децембра 1995. године.
Своју другу супругу Тамару упознаје 1997. године, а развели су се 2009. године.

## Дискографија

### Мајке
- Разум и безумље (Search & Enjoy, 1990)
- Раздор (Кроација рекордс, 1993)
- Милост (Хероина, 1994)
- Вријеме је да се крене (Јабукатон, Фију Брију Рекордс, 1996)
- Живот уживо (Јабукатон, 1997)
- Пут до срца сунца (Јабукатон, 1998)
- Тешке боје (Кроација рекордс, 2011)
- У творници 9.3.2007. (Кроација рекордс, 2013)
- Нуспојаве (Корација рекордс, 2018)

### Баре и плаћеници
- Изгубљен и нађен (Кроација рекордс, 2001)
- 7 (Кроација рекордс, 2003)

### Соло
- Срце (Кроација рекордс, 2006)